# Ocarina
L'ocarina è uno strumento musicale a fiato italiano di forma ovoidale allungata, generalmente costruito in terracotta. Ha un suono caratteristico, né troppo acuto, né troppo ottuso e forte.
Aerofoni del genere, genericamente noti anche come arghilofoni (quando costruiti in argilla), sono strumenti molto antichi e diffusi (con differenti fattezze) presso numerose civiltà arcaiche.

## Storia

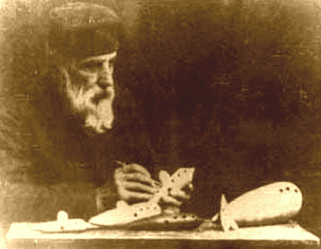
Giuseppe Donati

L'ocarina standard impiegata nella musica occidentale fu inventata in Italia, a Budrio, intorno alla metà del XIX secolo da Giuseppe Donati. La sua forma ovoidale allungata ricorda il profilo di un'oca privata della testa: il nome infatti deriva da ucaréina, diminutivo di oca in dialetto bolognese.
In base alle fonti a disposizione, pare che Donati abbia inventato l'ocarina nel 1853, all'età di 17 anni. Ma Donati non si limitò a costruire ocarine di una sola taglia: l'idea nuova e vincente fu quella di costruire una famiglia di ocarine grandi e piccole intonate tra di loro. Nacque così il primo Gruppo ocarinistico budriese, formato da Donati stesso e da alcuni suoi amici.
Questo primo gruppo ocarinistico cominciò la sua attività agli inizi degli anni sessanta del XIX secolo (era inizialmente denominato I Celebri Montanari degli Appennini, fatto singolare e ironico dato che Budrio è in pianura). Dal 1869 al 1878 fu in tournée - con notevole successo - in Italia e in numerosi paesi europei, diffondendo l'interesse e la passione per questo strumento, tanto che in quel periodo alcuni budriesi aprirono dei laboratori di produzione a Milano, Parigi e Londra.
Fra alti e bassi, nel XX secolo le ocarine si diffusero ulteriormente: negli Stati Uniti furono persino utilizzate come passatempo per le truppe impegnate nella seconda guerra mondiale.
Oggi le ocarine sono diffuse un po' in tutto il mondo: oltre all'Italia, l'ocarina è entrata in uso in alcuni gruppi folcloristici austriaci, sud tirolesi e bavaresi, oltre che in altri paesi fra cui Corea, Giappone, Cina, Perù, Francia, Inghilterra, Ungheria e Stati Uniti.

## Funzionamento
L'ocarina ha una caratteristica originale rispetto agli altri tipi di flauto: si tratta di un flauto globulare, ovvero ha una camera di risonanza tondeggiante e chiusa, non cilindrica ed aperta come la maggior parte dei flauti.
Si tratta dunque di un risonatore semplice, in cui è l'intera massa dell'aria contenuta nello strumento a vibrare.
Dal punto di vista fisico si tratta di un risuonatore di Helmholtz (un tubo sonoro chiuso). Questo significa che l'intonazione dipende dal rapporto fra la superficie aperta (numero e diametro dei fori aperti) ed il volume dello strumento (e dunque dalla pressione interna), mentre la posizione dei fori è relativamente ininfluente sull'intonazione (anche se è controproducente applicare fori in vicinanza del labium).
In sintesi il suono viene prodotto come segue:
- Il flusso d'aria viene incanalato nell'imboccatura e si frange contro il labium
- Una parte del flusso entra nella camera di risonanza e ne aumenta la pressione.
- Una volta che la pressione all'interno dello strumento eguaglia la pressione del flusso d'aria il flusso si indirizza verso l'esterno dato che la camera di risonanza è chiusa e non può accogliere altra aria
- L'aria nella camera si decomprime producendo un'onda di pressione
- Una volta calata la pressione nella camera può cominciare un altro ciclo, la cui frequenza dipende dalle dimensioni della cavità e dalla superficie aperta dei fori, che modifica la pressione limite (risonanza di Helmholtz).

Il suono che ne risulta è molto caratteristico ed è sostanzialmente privo di armonici: la ragione di questo è che le dimensioni della cavità sono in genere molto inferiori rispetto alla lunghezza d'onda della frequenza fondamentale prodotta, per cui le frequenze degli armonici superiori amplificati effettivamente dalla piccola camera sono molto elevate, dunque non udibili perché a svariate ottave più in alto.
I difetti di questo strumento rispetto ad altri tipi di flauto sono la relativa difficoltà di intonazione e la poca flessibilità nel modulare l'intensità del suono.
Come per altri strumenti a fiato è possibile modificare il suono, oltre che mediante la diteggiatura, con un glissando del suono causato dall'intensità del soffio.
La maggior parte delle ocarine moderne sono intonate in Do ed in Sol (con differenti registri, dal basso al soprano), anche se in passato erano diffuse altre intonazioni (ad esempio Re e Fa).
L'ocarina di Budrio utilizza un sistema a dieci chiavi (ovvero 10 fori che sfruttano tutte le dita della mano) ed ha una estensione di una ottava e tre toni (ad esempio da Do2 a Fa3). Agli inizi del XX secolo sono state sviluppate versioni dell'ocarina di Budrio (dal giapponese Takashi Aketagawa nel 1928) che hanno esteso il sistema di diteggiatura: con 12 chiavi si copre un tono e mezzo in più (ad esempio da La1 a Fa3).

## Tipi di ocarina
Sono diffusi tipi di ocarina differenti da quelle di Budrio, e con differenti diteggiature: il più semplice è quello a 4 fori, con cui si può normalmente coprire l'estensione di una sesta maggiore (ad esempio Do - La), ma esiste anche una "ocarina inglese" a quattro fori (che è stata sviluppata nel 1964 da John Taylor e perfezionata da Barry Jennings) che copre una intera ottava. Queste tipologie di ocarine - le più semplici ed economiche sono note anche come "ocarine peruviane" (con varianti a 6-8 fori) - sono generalmente corredate da un laccio per essere indossate al collo.
In generale vi sono ocarine con differenti estensioni e forme, alcune con un notevole contenuto artistico, e con un numero di fori che può variare da 3 a 10. Sono state create ocarine anche con altri materiali (ad esempio metallo, legno e plastica).
Vengono realizzate anche ocarine doppie (o persino triple) che possono essere suonate in maniera polifonica, le quali possono avere ben più di 12 fori ed una estensione superiore alle due ottave.
Esistono anche modelli dotati di un pistoncino che permette di modificare l'intonazione cambiando il volume interno della camera.
Riassumendo le ocarine possono essere categorizzate come segue:
- Ocarina di Budrio - la versione più nota e tradizionale, con impostazione traversa, a 10 chiavi (o 12 in modelli orientali). Estensione: un'undicesima (10 fori) o una tredicesima (12 fori)
- "Ocarine-pendenti" - Sono piccole e possono essere appese al collo. Vi sono numerose varianti, in genere da 4 a 10 fori. Le più note sono l'"ocarina inglese" (4-6 fori, che con diteggiatura complessa coprono più di una ottava) e l'"ocarina peruviana" (6-8 fori con diteggiatura più semplice)
- Ocarine diritte o "inline" - Sono un incrocio fra le ocarine peruviane e quella di Budrio, e benché molto compatte utilizzano in genere 10 fori con estensione simile a quella di Budrio, e con una diteggiatura più semplice e lineare. Simili alle tonette, spesso sono fabbricate in legno
- Ocarine doppie o triple - vi sono molte varianti, che permettono di eseguire melodie polifoniche e di aumentare l'estensione dello strumento tradizionale, mediante l'aggiunta di uno o due fischietti e di altrettante camere di risonanza. Una ocarina impostata sullo stile di Budrio ma doppia può suonare su oltre due ottave, quella tripla si avvicina alle tre ottave.
- Fischietti - piccole ocarine senza fori (o con al massimo uno o due fori), dunque con una minima possibilità di modulazione dei suoni. Spesso sono oggetti artistici e tradizionali.

## Esempi di utilizzo
A parte gli utilizzi folkloristici e ludici, l'ocarina è stata utilizzata anche nella composizione di alcune colonne sonore, come ad esempio in alcuni film di Sergio Leone musicati da Ennio Morricone, oppure in alcuni album musicali come Non al denaro non all'amore né al cielo (nella canzone Un giudice) di Fabrizio De André.
Questo strumento musicale ha trovato spazio anche nella musica "colta", come in alcune composizioni di Leoš Janáček e György Ligeti.
Negli anni 1930 ebbe un certo successo un gruppo musicale americano che faceva uso dell'ocarina, denominato Sweet Potato Tooters ("sweet potato" è il nomignolo dato dagli anglofoni all'ocarina di Budrio, dalla sua forma che ricorda una patata dolce). Il gruppo incise anche insieme a Bing Crosby, che nel film del 1952 Road to Bali cantò la canzone The little ocarina song.
Nel 1966, il gruppo inglese The Troggs, pubblica una cover di Wild Thing di Chip Taylor che diventa un successo mondiale. La cover contiene un assolo di ocarina eseguito dal cantante Reg Presley.
La versione, estremamente originale, entra al 257 posto nella lista delle 500 migliori canzoni redatta da Rolling Stone Magazine.
Nel film di Novecento di Bernardo Bertolucci vi è una scena in cui un gruppo di contadini si ritrovano insieme suonando l'ocarina.
Nel celebre anime giapponese della fine degli anni settanta Capitan Harlock (basato su un manga di Leiji Matsumoto), il protagonista realizza un'ocarina e la regala alla sua protetta, la bambina Mayu, la quale la porta sempre con sé e la suona spessissimo, per tutto il corso della serie. Il nome della melodia dell'ocarina presente nella serie animata è per l'appunto "Mayu Theme". Il compositore di questa melodia e dell'intera colonna sonora giapponese della serie è Seiji Yokoyama.
Anche Simon Le Bon dei Duran Duran ha spesso incluso nei brani del gruppo alcune parti per ocarina (vedi The Chauffeur).
Nel mondo videoludico, questo strumento musicale gode di grande rilievo in The Legend of Zelda: Ocarina of Time dove, suonando la magica Ocarina del Tempo, il protagonista Link acquisisce una gamma di poteri quali viaggiare nel tempo, alterare le condizioni climatiche o il teletrasporto intonando diverse melodie con essa. Ancor prima, lo strumento era apparso in Wonder Boy in Monster World.
Il celebre uccellino della radio è realizzato su un'ocarina.

## Celebrazioni
A Budrio, patria di origine dello strumento, si tiene il Festival internazionale biennale dell'Ocarina, che ha raggiunto la VIII edizione nel 2015. Nel comune di Ariano nel Polesine (RO) si trova il "Museo Laboratorio L'Ocarina", in cui si può realizzare la propria ocarina. Qui ogni due anni si tiene il Festival de L'Ocarina del Delta del Po che vanta molti ospiti internazionali.

## Nei media
- Nell'anime Capitan Harlock l'ocarina appare ripetutamente, suonata principalmente dal personaggio di Mayu Ōyama, a cui è stata regalata dal protagonista. Il nome della melodia è Mayu Theme.
- Nel film Dragon Ball Z - L'eroe del pianeta Conuts il personaggio Tapion suona un'ocarina.
- Nel film Pokémon 2 - La forza di uno Melody, una dei coprotagonisti, suona un'ocarina.
- Nel videogioco The Legend of Zelda - Ocarina of Time il protagonista maschile, Link, è solito utilizzare un'ocarina per abilitare diversi poteri, come aprire porte speciali, evocare sole o tempeste.
- Nel videogioco Il professor Layton e il richiamo dello spettro il personaggio Clara è solita utilizzare un'ocarina per richiamare la creatura Loosha.